# Agrypon tibiale
Agrypon tibiale är en stekelart som beskrevs av Joseph Kriechbaumer 1894. Agrypon tibiale ingår i släktet Agrypon och familjen brokparasitsteklar. Inga underarter finns listade i Catalogue of Life.